# 두근두근 마녀신판!
《두근두근 마녀신판!》(일본어: どきどき魔女神判!)은 SNK 플레이모어에서 2007년 7월 5일에 발매한 닌텐도 DS용 게임 소프트웨어로 약칭은 “마녀신판”이다. 장르는 어드벤처 게임. 캐릭터 디자인은 후지노미야 미모리가 담당하였다.
본 작품 발매 뒤에 속편 《두근두근 마녀신판2(DUO)》의 제작이 발표되었으며, 2008년 7월 31일 발매 예정이다. 게임 화면도 공개되었으며, 전작에 이어 주인공은 니시무라 아쿠지. 그리고 새로운 히로인이나 그 밖에 신 캐릭터가 등장하는 것으로 판명되었다.

## 개요
좀 나쁜 소년 니시무라 아쿠지가 견습천사 루루에게 부탁(반 협박)받아 인간인 척 생활하고 있는 마녀 찾기를 한다는 이야기. 마녀는 외견상 보통 인간과 구별이 되지 않지만 두근두근거리면 몸에 마녀 문장이 나타나게 된다. 학교 내 또는 근처에서 정보를 모아, 마녀의 혐의가 있는 상대와 전투를 벌여 전투에서 이기면「마녀신판 모드」로 이행. DS본체에 내장된 터치펜으로 상대의 몸을 클릭해나가며 심문을 진행해, 몸의 어딘가에 나타나는 문장을 터치하면 미션 클리어.
이렇게 상대의 몸을 만지는 것이 가능한 것은 그 밖에 다른 게임(《너를 위해서라면 죽을 수 있어》등)에도 나오는 아이디어이지만, 본 작품의 경우 처음으로 공개되었을 때 공식 사이트 외에 그 밖의 매체에 게재된「아카이 마호에 대한 마녀신판 모드」의 스크린샷이 마치 어덜트 게임과 같이 느껴졌다. 성적인 표현에 있어 대폭인 규제를 받는 것이 통례였던 닌텐도 계열 하드의 게임 소프트에 성적인 요소를 대폭으로 포함한 게임이 개발된 것은 매우 드문 일이었기 때문에, 일부의 게임 유저들 사이에서는 큰 반향을 일으켰다.

## 등장인물

### 주요 인물
니시무라 아쿠지(일본어: 西村 アクジ)
성우 - 오자키 미쿠
주인공. 15세. 세이레이타카카가미 학원(星嶺鷹守学園) 중등부에 소속된 "조금 나쁨"을 지향하는 소년.
어느 날, 대천사로부터 마녀 찾기를 명받는다. 처음엔 거절했으나 "받아들이지 않으면 선인으로 만들어버린다" 라고 협박받아, 반 강제로 받아들인다. 부친은 해외 출장중."조금 나쁨"을 모토로 삼기 위해선지 학업은 종종 빼먹고 있다. 간혹 수업에 나오더라도 잠만 자기 때문에, 마리아 왈「학교에 있는 쪽이 신기하다」라는 듯.
루루(일본어: ルル)
성우 - 소노다 히로코
견습천사. 대천사의 명령으로 아쿠지의 곁에서 마녀 찾기를 돕는다. 외견은 사랑스러운 작은 여자 아이지만, 그 내면에 있어선 완전 아저씨 그 자체라서 귀여운·예쁜 여성 관련해선 정신을 못차린다. 저질스러운 발상이나 말을 당당히 입에 담고, 보통 인간에겐 자신의 모습이 보이지 않는다는 점을 이용하여 도촬까지 저지르는 성추행 천사.

### 용의자
아카이 마호(일본어: 赤井 まほ)
성우 - 사토 마사미
14세. 트윈 테일과 큰 가슴이 특징적인 밝은 성격의 소녀."히야!"가 입버릇. 치어리딩부 소속. 그 용모 때문에 학원내에선 눈에 띄는 존재이지만, 학원밖에서 사생활을 즐기는 그녀를 본 사람은 아무도 없다.
실은, 행방불명된 모친을 찾기 위해 마녀계에서 온 실제 나이 9세의 소녀이다. 그러므로 작은 쪽의 마호가 그녀의 본래 모습이다.
전투에선, 광탄을 발사하는「매직 미사일」을 구사하여 싸운다.
아베 마리아(일본어: 安倍 マリア)
성우 - 우에다 마사코
15세. 안경 소녀. 학년톱의 성적에 클래스 위원장을 맡고 있다. 수정구슬점이 특기. 아쿠지와는 소꿉친구 사이로, 아쿠지에 대한 일마다 "변태!(ヘンタイ!)"라며 질책한다.
마리아의 경우엔 아쿠지의 마녀 찾기에 흥미를 가져 동료로 들어온것 뿐으로, 그녀 자신은 보통의 인간.
전투에선, 약품이 든 시험관을 던져 공격한다.
오다 렌게(일본어: 小田 れんげ)
성우 - 고토 에리코
14세. 고전 게임을 좋아하는 소녀. SNK 관련 게임에 특히 관심이 있고, 보물은 패미콤 소프트인『아테나』(카세트 테이프 첨부). 항상 네오지오 포켓을 가지고 다니며, 장소에 상관없이 플레이에 몰두한다.
미도 아야메(일본어: 御堂 あやめ)
성우 - 이치무라 오마
15세. 신사 집안의 외동딸인 소녀. 신사의 무녀라는 입장에도 상관 않고 메이드 찻집에서 아르바이트를 하고 있다.(이유는 아마다 곰 인형을 받을 수 있기 때문. 자세한 건 뒤에서 설명한다.)
모치즈키 유마(일본어: 望月 ゆーま)
성우 - 사카타 유키
13세. 남자이지만 그도 용의자 중 1명.
와타비키 메리(일본어: 綿引 メリー)
성우 - 사카타 유키
13세. 토끼 인형을 몸에 두르고 있는 수수께끼의 소녀.
전투에선 운석을 떨어트리는「메테오」와, 분신을 만들어내는 도플갱어를 사용.
세이야 이브(일본어: 聖夜 イブ)
성우 - 이토 요코
23세. 학원의 양호교사.
세이야 노엘(일본어: 聖夜 ノエル )
성우 - 이토 요코
22세. 본 작품의 숨겨진 흑막이며 마지막 보스. 최고위의 천사 "치천사(熾天使)"로, 사서의 진정한 모습이기도 하다. 이브의 여동생.

### 그 밖의 등장인물
유카리시 유카리(일본어: 紫仔 ゆかり)
치어리딩부 소속의 소녀. 아쿠지나 마리아의 클래스 메이트이며, 치요나 마호의 선배. 아야메의 친구이기도 하다.
다이센 치요(일본어: 代千 ちよ)
치어리딩부 소속의 소녀. 푸른색 머리를 작은 트윈 테일로 하고 있다.
샤오 마오(일본어: シャオ・マオ)
구매부(매점)의 점원. 상당히 구매부에서 팔기 힘들어보이는 수상한 상품을 팔고 있다.
야마다 키치로(일본어: 山田 喜一郎)
32년 전에 선인이 돼버린 인물. 덧붙여서 야마다 키치로는 가명이다.
역 팬더(일본어: 逆パンダ)
몸털의 흑백이 뒤바뀐 팬더. 게임 중에 전부 100마리가 숨겨져 있으며, 게임을 클리어 한 시점에서 발견한 수가 10마리 단위일 때마다 엑스트라 에피소드나 숨겨진 모드가 등장한다.
사서(일본어: 司書さん)
학원의 도서관에서 사서를 하고있다. 외견은 보통의 인간이지만, 실은 어떤 캐릭터의 가짜 모습.

## 관련 작품·상품

### 코믹화 작품
아키타 쇼텐『참피온 RED』2007년 9월호부터 연재 개시. 작화 담당은 야가미 켄. 작품 중에 패러디 네타가 다수 숨겨져 있으며, 그것을 찾아내는 것을 즐기는 사람도 있다.

### 서적
- 두근두근 마녀신판! 더 컴플리트 가이드(2007년 8월 10일, 미디어웍스, ISBN 9784840240345)

### 사운드 트랙
- 두근두근 마녀신판! ORIGINAL SOUND TRACK (2007년 7월 25일, 비엠닷쓰리, STF-0016)

## 같이 보기
- 두근두근 마녀신판2(DUO)